# Nissaga Batlló
Els Batlló van ser una nissaga d'industrials tèxtils d'origen olotí durant el segle xix i la primera meitat del xx a Catalunya.

## Història

### Orígens
Pere Batlló i Bisbal era un teixidor de Vacarisses (Vallès Occidental) que se'n va anar a viure a Olot (Garrotxa) a començament del segle xix.
Casat a Olot el 1802 amb Margarida Barrera i Quatrecases, van tenir 15 fills:
- Jacint Batlló i Barrera (Olot, 1 de març de 1803 - Olot, 27 d'agost de 1866),[3][4][5][6] casat el 1824 en primeres núpcies amb Teresa Dachs i Vinyoles (Barcelona, c. 1807, Barcelona, 4 de març de 1852),[7][8] amb qui tingué una filla: Margarida Batlló i Dachs (Barcelona, c. 1829 - Barcelona, 3 de juny de 1883),[9][10][11] i el 1852 en segones núpcies amb Carme Bisbal i Bajona.[12]
- Esteve Batlló i Barrera (Olot, 1 de maig de 1804 -?).[13]
- Josep Batlló i Barrera (Olot, 20 de maig de 1805 - Barcelona, 12 de juny de 1859),[14][15][16] solter.
- Sabina Batlló i Barrera (Olot, 22 de juny de 1806 - Olot, 21 de juliol de 1807).[17]
- Caterina Batlló i Barrera (Olot, 17 de juny de 1807 - ?),[18] casada el 1824 a Olot amb Albert Escubós i Iglésias.[19]
- Rosa Batlló i Barrera (Olot, 1 de juny de 1808 - 8 de setembre de 1812).[20]
- Domènec Batlló i Barrera (Olot, 17 d'octubre de 1810 - Barcelona, 24 de gener de 1866),[1][21] casat amb Dolors Sunyol i Pujol.[22]
- Sabina Batlló i Barrera (Olot, 1 de desembre de 1811 - ?), casada en 1826 amb Baltasar Prat i Coronas.[23]
- Joan Batlló i Barrera (Olot, 11 de novembre de 1812 - Barcelona, 27 d'octubre de 1892),[24] solter.[25]
- Ignasi Batlló i Barrera (Olot, 13 de novembre de 1813 - Barcelona, 12 de maig de 1856).[1][26]
- Francesc Batlló i Barrera (Olot, 23 de març de 1816 - ?).[27]
- Margarida Batlló i Barrera (Olot, 30 de juny de 1817 - ?).[28]
- Pere Batlló i Barrera (Olot, 16 de juliol de 1818 - ?).[29]
- Feliu Batlló i Barrera (Olot, 14 de setembre de 1819[1] - Barcelona, 5 de març de 1878),[30][31][11] casat amb la seva neboda Margarida Batlló i Dachs.[32]
- Jaume Batlló i Barrera (Olot, 19 de maig de 1821-), casat amb la seva neboda Maria Prat i Batlló.[33][1]

El 1822, el teixidor Pere Batlló i Bisbal comprà a Joan Julià una petita fàbrica de teixits de cotó situada al carrer de la Riereta de Barcelona, per la quantitat de 7.800 pessetes a terminis, i hi posà al capdavant el seu primogènit Jacint Batlló i Barrera. Arran de la mort de l'antic propietari i els pactes amb la seva vídua, Pere Batlló en va adquirir la plena propietat el 1828, i segons el Padró General de fabricants de 1829 hi tenia 45 telers. Mestrestant, els germans Josep, Domènec i Joan Batlló s'havien establert també a Barcelona i eren socis d'una altra fàbrica de teixits de cotó al carrer de Sant Pacià, 15 (antic) amb el seu cunyat Albert Escubós, també d'Olot i casat amb Caterina Batlló, i el 1829 hi tenien 40 telers.
El 1836, Jacint Batlló es va instal·lar al carrer del Marquès de Barberà, 16. Arran de la mort d'Escubós el 1839, Josep i Domènec es farien càrrec del negoci, mentre que Joan es trobava a Amèrica, assumint el paper d'encarregat dels subministraments, de la comercialització i dels aspectes tecnològics. El 1842, els germans Batlló van constituir una nova societat, Batlló Germans, amb Jacint al capdavant i amb taller al carrer de la Riereta i despatx al carrer del Marquès de Barberà. El 1844, la societat es va presentar a l’Exposició Industrial de Barcelona, amb una oferta de teixits blancs de cotó, mussolines i mocadors de cotó de diferents colors.
Amb el creixement del negoci, l'11 de juliol de 1849 hi entraren a formar part els tres germans que havien quedat a Olot: Ignasi, Caterina i Jaume, quedant fora Josep, que treballaria pel seu compte fins a la seva mort el 1859. Segons Cabana, les especialitats de l'empresa eren les mussolines i les gases. Amb les primeres es van presentar a l'Exposició Industrial de Madrid del 1850, on van guanyar una menció honorífica. Les gases de cotó, anomenades també «trafalgars», s'utilitzaven per a folres de vestits femenins, i Batlló Germans fou la primera empresa catalana que els produïa a l’engròs, i així en va reduir fortament la importació. El 1856 van ser presents a l'Exposició Industrial de París, i aquell mateix any va morir Ignasi.
El 1858 van arrendar una fàbrica situada a Cornellà, i el 1860 es bastiren fàbriques a Monistrol de Montserrat amb energia hidràulica i a Sitges i Tarragona amb màquina de vapor. El 1861, Caterina i Jaume van cedir els seus drets a la societat, la primera per 50.273 duros 5 rals i el segon per 45.000 duros.
El 24 de gener de 1866 va morir Domènec Batlló i Barrera, deixant com a hereus els seus tres fills: Rufí, Romà i Domènec Batlló i Sunyol. Es decidí liquidar la societat i la part corresponent als hereus de Domènec i crear-ne una de nova el 20 abril amb la mateixa denominació i amb un capital de 10.506.565'25 rals, aportats per Jacint, Feliu i Joan Batlló i Barrera.

### La segona generació
Jacint Batlló i Barrera va morir el 27 d'agost del 1866, i fou succeït per la seva filla Margarida Batlló i Dachs († 1883).
Joan Batlló i Barrera mai es va casar i, en no tenir descendència, va tutelar els seus nebots, fills de Domènec, quan aquest va morir el 1866, just quan començaven la constitució de la societat que faria la fàbrica del carrer d'Urgell. Joan va ser un gran emprenedor; ja el 1836 va viatjar a l'Argentina per mirar d'eixamplar el negoci; un cop bastida la nova fàbrica va viatjar per Europa cercant novetats i, abans del bloqueig dels ports americans a les exportacions de cotó durant la Guerra Civil dels Estats Units, ell ja havia establert una línia de subministrament per aconseguir cotó d'Alexandria i Esmirna. Va viure 79 anys i va morir de càncer de laringe a Barcelona.
Feliu Batlló i Barrera es va casar amb la seva neboda Margarida Batlló i Dachs. Junt amb el seu germà Joan va liderar la construcció de Can Batlló, on exercia les funcions d'administració fins a la dissolució de la societat i la marxa de Joan el 1876. Va morir d'una embòlia cerebral el 1878,; els seus fills van heretar la fàbrica del carrer d'Urgell:

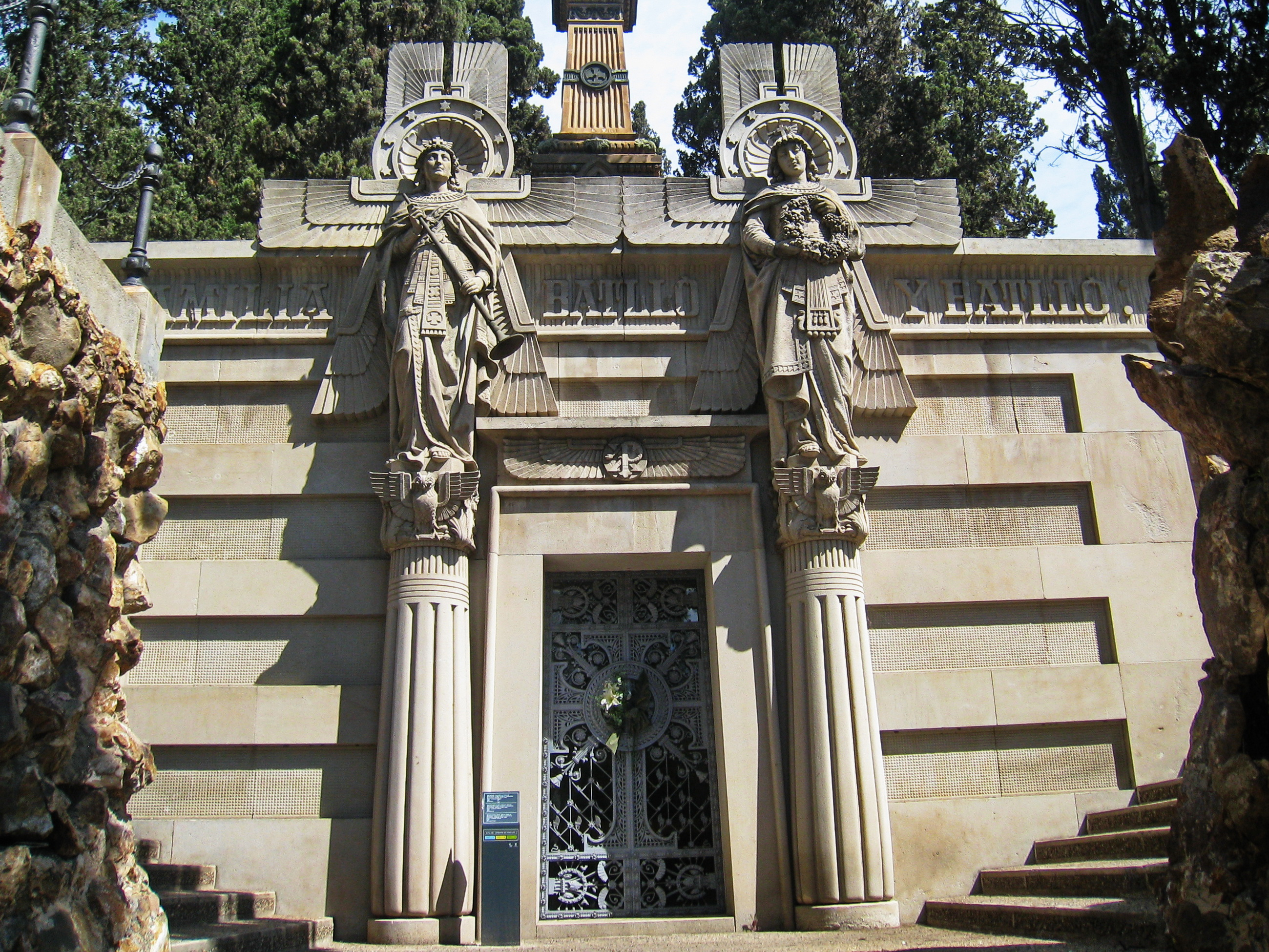
Mausoleu dels Batlló i Batlló al cementiri de Montjuïc

- Enric Batlló i Batlló (Barcelona, 16 de desembre 1848 - 26 de desembre de 1925).[47]
- Enriqueta Batlló i Batlló (Barcelona, 23 d'octubre de 1850 - ?).
- Jacinta Batlló i Batlló (Barcelona, 20 de novembre de 1851 - ?).
- Pere Batlló i Batlló (Barcelona, 13 de maig de 1854 - ?).
- Frederic Batlló i Batlló (Barcelona, 8 de setembre de 1855 - Barcelona, 21 de setembre de 1928), casat amb la seva cosina Caterina Batlló i Prat.[48][49]
- Dolors Batlló i Batlló (Barcelona, 26 de setembre de 1858 - Barcelona, 3 de novembre de 1885), casada amb Rufí Batlló i Sunyol, cosí seu, fill de Domènec Batlló i Barrera.[50]
- Maria del Carme Batlló i Batlló (Barcelona, 26 d'agost de 1860 - ?).
- Concepció Batlló i Batlló (Barcelona, 21 de febrer de 1862 - ?).
- Conrad Batlló i Batlló (Barcelona, 8 de setembre de 1863 - ?).
- Àngel Batlló i Batlló (Barcelona, 2 d'octubre de 1864 - ?).
- Maria del Carme Batlló i Batlló (Barcelona, 11 d'abril de 1866 - ?).
- Pia Batlló i Batlló (Barcelona, 16 de gener de 1868 - 20 de febrer de 1936),[51] casada amb Josep Bach i Escofet (1854-1950),[52] propietari urbà i rural, diverses vegades membre de la Junta de l'Institut Agrari Català de Sant Isidre).[53] Va tenir una filla, Paquita Bach i Batlló, casada amb Josep Maria Mir i Batllori.[51]
- Margarida Batlló i Batlló (Barcelona, 15 de maig de 1870 - ?).

Aquesta branca de la família, bàsicament l'Enric, l'Àngel i la Pia Batlló, van dirigir Can Batlló des de la mort del pare fins a la dissolució i posterior venda el 1895 a la Diputació de Barcelona. Tots tres germans van encarregar edificis a l'arquitecte Josep Vilaseca i Casanovas quan el negoci del tèxtil començava a decaure i van optar per invertir en el sector immobiliari bastint «cases de renda». La primera va ser la casa Pia Batlló (1891-1895), seguida de la casa Àngel Batlló i de la casa Enric Batlló, que durant molts anys va allotjar el Tribunal Tutelar de Menors i que recentment ha estat reconvertida en hotel. El mateix arquitecte va construir el mausoleu familiar al cementiri de Montjuïc amb escultures de Manel Fuxà.
Domènec Batlló i Barrera (†24-01-1866), casat el 1856 amb Dolors Sunyol i Pujol, germana de l'escultor Jeroni Sunyol i Pujol (1840 - 1902), va ser un dels quatre germans instal·lats a Barcelona que van crear la societat Germans Batlló els anys 1840-1850. No va poder formar part de la gran transformació del treball col·lectiu de la família amb la creació de la gran fàbrica del carrer d'Urgell, perquè va morir just abans de la construcció. Els seus fills van heretar la seva participació, però no hi van participar car eren massa joves. Quan Joan Batlló i Barrera decideix deixar la societat ho va fer acompanyat dels seus nebots, fills del Domènec, amb els quals va crear la fàbrica de Can Batlló (la Bordeta). Els tres fills del matrimoni Domènec-Sunyol van ser:
- Rufí Batlló i Sunyol (Barcelona, 30 de juny de 1859 - Barcelona, 28 de setembre de 1885)[32], que estava casat amb la seva cosina Dolors Batlló i Batlló.[50] No hi consta com a constituent de la nova societat creada pel seu oncle junt amb els seus germans.
- Romà Batlló i Sunyol (Barcelona, 4 de gener de 1863 - Barcelona, 22 de juliol de 1925),[58] que era solter. Va ser un gran afeccionat dels viatges i la fotografia, i va publicar una sèrie de reculls de fotografies, com Japón a la vista,[59] Notas fotográficas de un aficionado en sus viajes o De la China al Mar Rojo.[60] Va ser soci fundador de la Sociedad Fotográfica Española creada el 1891 per l'impuls de Pau Audouard de la qual, a més de fotògrafs professionals, també en formaven part afeccionats com Antoni Amatller o Jaume Ferran i Clua.[61] Va fer també moltes fotografies del treball del seu oncle l'escultor Jeroni Sunyol, amb el que estava molt unit i del qual va heretar el taller quan va morir el 1902. Quan el Romà va morir sense descendència la seva neboda Montserrat i el seu marit Francesc Rocamora van donar unes escultures i documents del taller de Jeroni Sunyol al Museu Municipal de Belles Arts de Barcelona, així com les fotografies realitzades pel mateix Romà Batlló i Sunyol.[62]
- Domènec Batlló i Sunyol (Barcelona, 16 de setembre de 1865 - Barcelona, 29 de març de 1920),[63] que estava casat amb Gumersinda Bofill i Bosch.[64] Junt amb el seu germà Romà va liderar el negoci a la mort del seu oncle Joan que havia creat la nova fàbrica de Sants. També va participar en altres activitats empresarials com l'empresa Planas Flaquer de construcció de maquinària de la qual consta com a soci el 1906.[65] Va tenir set fills: Pere, Ferran, Montserrat, Jesús, Dolors, August i Immaculada.

### Can Batlló a l'Eixample

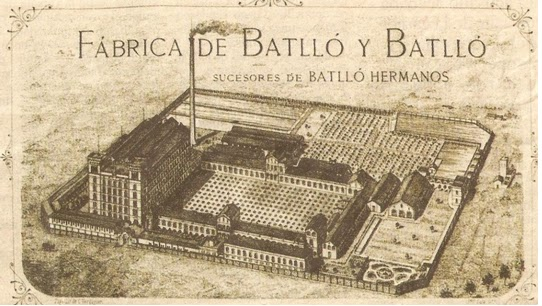
Imatge promocional del 1870

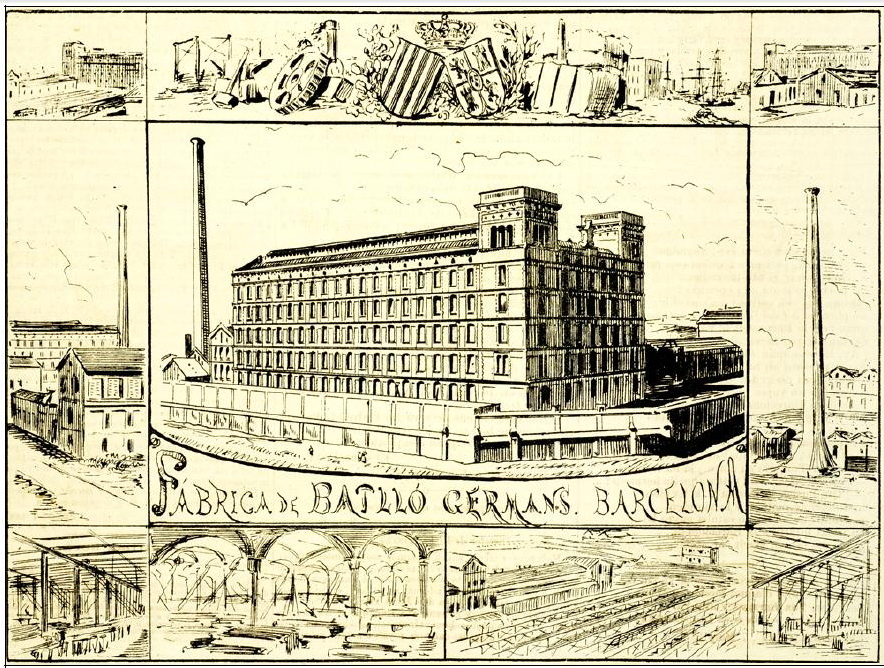
Il·lustració de la fàbrica dels Batlló apareguda a La Llumanera de Nova York el 1875

L'arrendament de la fàbrica de Cornellà llogada a Francesc Quer el 25 de novembre del 1858 vencia el 1868, i potser aquest fet els va acabar d'animar al procés d'integració. Un cop constituïda la societat, el 1868 s'inicià la construcció d'una gran fàbrica on agrupar la producció dispersa que tenien fins a aquell moment, inaugurada el 1870, moment en què tancaren la resta que tenien a Monistrol, Sitges i Tarragona. Va néixer amb la voluntat de competir amb L'Espanya Industrial de la família Muntadas i comptava amb 60.000 pues de filar, 1.500 telers i entre 2.000 i 2.500 obrers. Tot i la capacitat de crear llocs de treball en una Barcelona en expansió, era un moment de forta inestabilitat social i, probablement, les condicions laborals no serien les millors. A més, el sector estava en crisi d'ençà que el 1868 es van tallar les importacions de cotó dels Estats Units pel bloqueig dels ports del sud durant la Guerra de Secessió. Can Batlló va estar tancat uns dies el 1871 «per provocacions»; el 1873 es produeixen acomiadaments i es produeixen manifestacions fortament reprimides per la policia. Els conflictes més forts d'aquesta època van ser l'agost del 1874, quan van suspendre el torn de nit aturant 600 telers i els treballadors van exigir repartir-se fraternalment la feina sense que s'acomiadés a ningú. Els Batlló no ho van acceptar i van denunciar al capità general el risc de disturbis aconseguint que les tropes s'apoderessin militarment de la fàbrica. Aquest fet va provocar una vaga de tres mesos i una amenaça dels Batlló de donar-se de baixa de la contribució industrial. El 1875 van ser acusats de treballar en condicions insalubres i d'explotació. L'any 1876, Societat Espanyola d'Electricitat de Tomàs Josep Dalmau i Garcia hi instal·là l'enllumenat elèctrica, tant a la fàbrica com a les oficines del carrer de Barberà.
En el vessant comercial van ser presents a l'exposició de Catalunya el 1871, a Viena el 1873, on van obtenir la medalla del Progrés, i el 1875 a Filadèlfia.
L'any 1876 es produí l'escissió de la societat: Feliu pensava jubilar-se i traspassar el negoci als seus fills i Joan volia iniciar un nou negoci allunyat dels conflictes de la fàbrica del carrer Urgell. La nova etapa amb els primers al capdavant començà amb una medalla d'argent a l'Exposició de París de 1878, però la d'or va ser per a un competidor directe:L'Espanya Industrial. Aquell mateix any morí Feliu Batlló i Barrera i els seus fills canviaren la denominació per la de Batlló i Batlló, tal com eren els seus dos cognoms.
El 1879 tornaren els problemes i la baixa demanda els va portar a reduir el treball a quatre dies per setmana i més tard, a tres per setmana. En plena Febre d'Or la sensació d'eufòria econòmica no es corresponia amb la situació general del tèxtil. El 12 d'octubre de 1882 van assassinar a la porta de la fàbrica el director de la secció de filats, Ermengol Porta i Solans, i el febrer del 1883 es produí un incendi al magatzem de cotó amb sospites d'haver estat provocat. Els propietaris van començar a plantejar-se el tancament, especialment després de la baixa demanda que els obligà a treballar dues setmanes per mes durant l'any 1887. Tot i tenir la fàbrica aturada en aquell moment, van ser presents a l'Exposició Universal de 1888 amb un bon resultat, perquè va guanyar una medalla d'argent.
El 18 de gener de 1889 es produí un atemptat amb un artefacte explosiu a les oficines de la Rambla de Catalunya. Aquest fet, que es va produir just davant del despatx d'Enric Batlló i va causar la mort d'un empleat, va ser fonamental en la decisió de tancament definitiu el mateix any.

### Can Batlló a La Bordeta

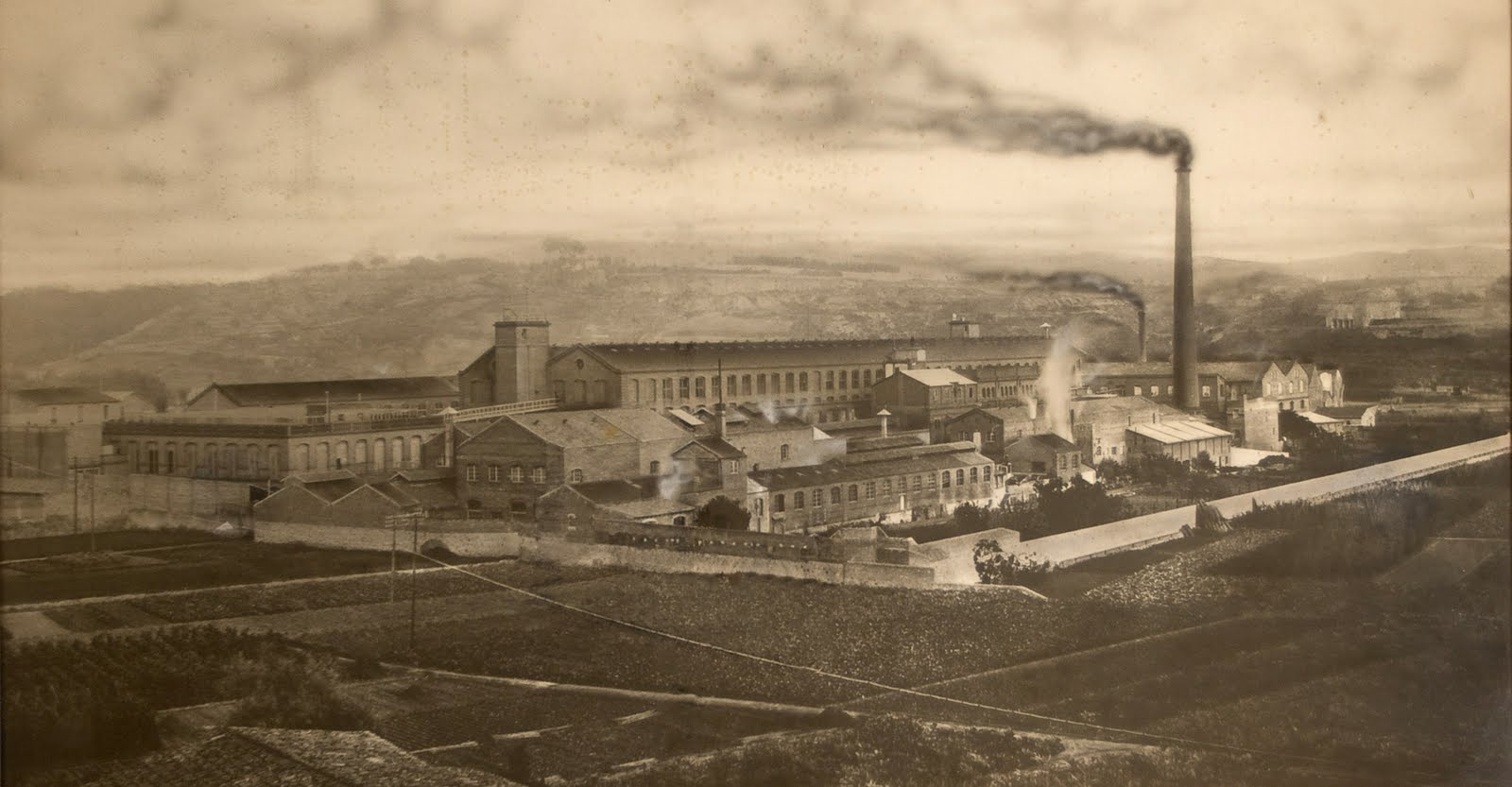
Vista de la fàbrica de Sants a finals del

Joan Batlló i Barrera, junt amb els seus nebots Domènec i Romà Batlló i Sunyol, fills del seu germà Domènec (†1866), van crear la fàbrica de Can Batlló (la Bordeta) al terme municipal de Sants. Joan tenia molta experiència en els productes derivats del cotó, ja que havia viatjat per tot el món cercant innovacions, nous mercats a Sud-amèrica i matèries primeres a l'Àsia quan els americans van blocar les exportacions arran de la guerra de Secessió.
La Fábrica de Hilados y Tejidos de Algodón, Blanqueo, estampados y aprestos de Juan Batlló, inaugurada el 1878, va començar fabricant la mateixa línia de productes que la del carrer d'Urgell, ara competència seva, però el 1883 van seguir les petjades de L'Espanya Industrial introduint l'estampació. Participaren en l'Exposició Universal de 1888, on van obtenir la medalla d'argent per «la perfecció i baratura dels seus teixits blancs». Donava feina a 950 treballadors i tenia una activitat molt més estable que la Batlló i Batlló.

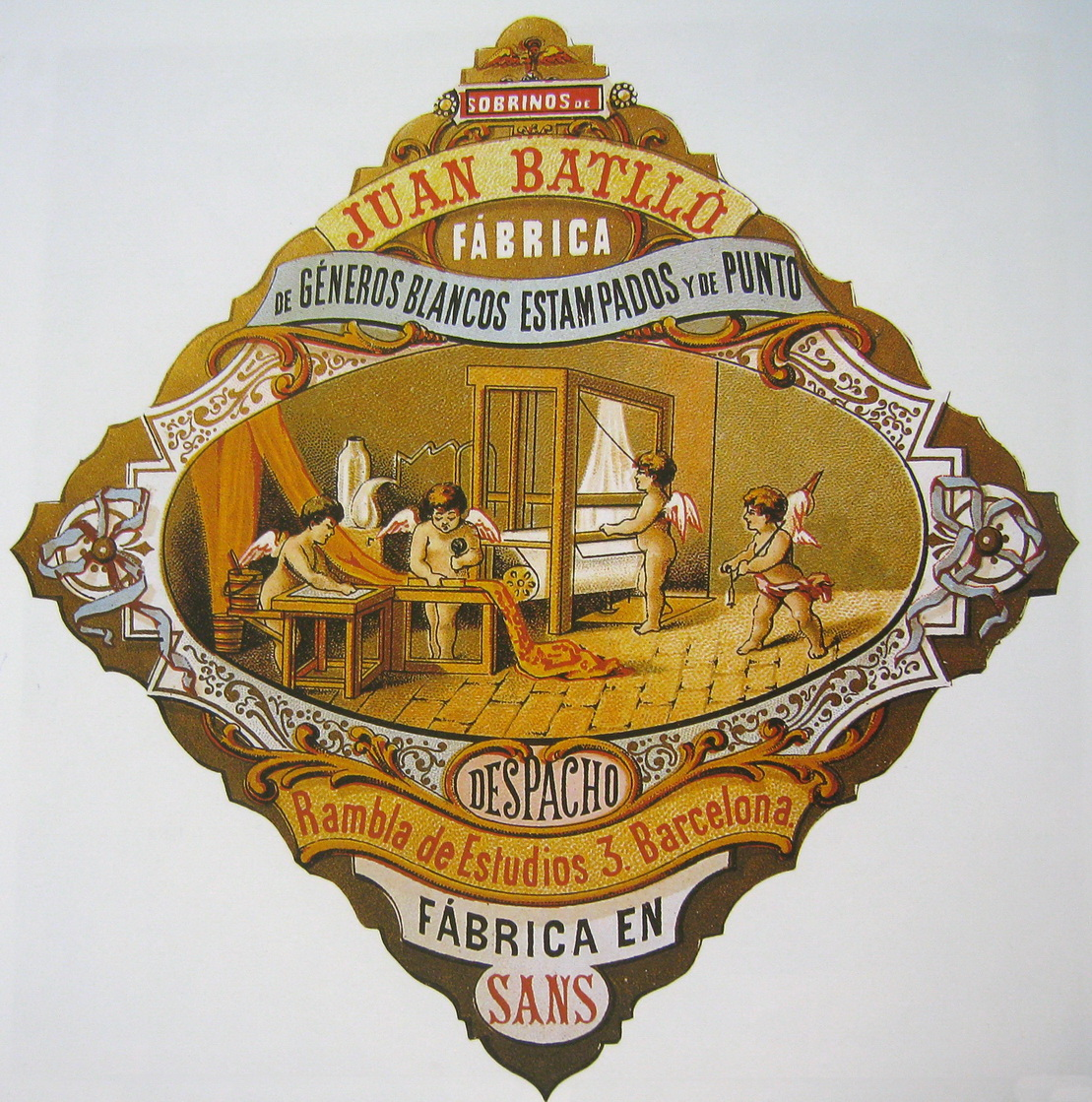
Propaganda de l'empresa Sobrinos de Juan Batlló

El 1892 va morir Joan Batlló i Barrera sense descendència, i hi van continuar el Romà i el Domènec Batlló i Sunyol sota la denominació de Sobrinos de Juan Batlló. L'any 1900 van guanyar el gran premi a l'Exposició de París, en la categoria de «fils i teles de cotó», però amb el canvi de segle, l'activitat va baixar i hagueren de despatxar part de la plantilla, fins a quedar-se amb 800 treballadors. En canvi, la Primera Guerra Mundial (1914-1918) va produir una revifada important.
Romà va morir el 1925 sense descendència i l'empresa fou heretada pels fills de Domènec (Montserrat, Jesús, Dolors, August i Immaculada Batlló i Bofill), i el 1926 es va constituir en societat anònima amb el nom de Sobrinos de Juan Batlló SA i seu social al carrer de Trafalgar, 44. El 1936, en esclatar la Guerra Civil espanyola, la família Batlló s'exilià a França i la fàbrica fou col·lectivitzada. Els obrers nomenaren com a director accidental el peó Policarp Prats Montsalvatje (1884-1982), que dirigí la fàbrica i la preservà de l'espoli per part de les forces bèl·liques dominants en cada moment. Un cop retornats els propietaris, Prats també tornà al seu antic lloc de treball.
L'any 1943, l'empresa va ser venuda a Julio Muñoz Ramonet, «un dels empresaris barcelonins més audaç, més engatussador i més imaginatiu que ha donat el país per revestir amb una base jurídica els negocis més fraudulents», i el 1959 absorbí la resta de societats del Grup Muñoz amb el nom de Unión Industrial Textil SA (UNITESA). Tanmateix, el 1964 es produí l'acomiadament de 500 treballadors, i la producció va cessar poc després. A partir del 1966, les naus del recinte van ser llogades com a magatzems i tallers a diferents empreses, entre les quals destacava el fabricant de cosmètics Margaret Astor, amb 2.000 m².